# リアリー・ラブ
「リアリー・ラブ」（Really Love）は、2014年12月15日に発売されたD'Angelo and the Vanguardのシングル。発売元はRCA Records（Sony Music Entertainment）。
1枚目のシングル「I Found My Smile Again」から6年ぶりのシングルとなった。

## 収録曲
1. Really Love [5:44]
(作詞：Michael Archer, Kendra Foster / 作曲：Michael Archer)
  - Curtis Mayfieldが1970年にリリースしたアルバム『Curtis』収録曲である「We the People Who Are Darker Than Blue」をサンプリングしている。2016年に行われた第58回グラミー賞では最優秀レコード賞にノミネートされ[1]、最優秀R&Bソングに選出された[2]。

## クレジット
- Contains a sample
  - Curtis Mayfield『We The People Who Are Darker Than Blue』 (作詞・作曲：Curtis Mayfield)

## 受賞・ノミネート
| 音楽賞           | 賞                | 結果       |
| ---------------- | ----------------- | ---------- |
| 第58回グラミー賞 | 最優秀レコード賞  | ノミネート |
| 第58回グラミー賞 | 最優秀R&Bソング賞 | 受賞       |